# Miguel Caló
Miguel Caló (* 28. Oktober 1907 in Buenos Aires; † 24. Mai 1972 ebenda) war ein argentinischer Musiker (Bandoneonist), Komponist und Bandleader des Tango.

## Einige Kompositionen
- Copa de amargua
- Hermano
- Jamás retornarás
- Mi gaucho
- No sé por qué
- Qué te importa que te lloro

## Diskografie (Auswahl)

### Miguel Caló y su Orquesta Típica
- Milonga porteña / Amarguras (1932)
- Azabache / Corazón, no le hagas caso (1942)
- Nada / Desafío (1942)
- Tangos del recuerdo (1959, mit dem Sänger Lucho Gatica)
- Tangos en el recuerdo (1960)
- Recordando éxitos de Miguel Caló (1963)
- Música de mi ciudad (1964)
- Doce voces el el recuerdo (1964)
- Yo soy el tango (1966)
- Tristezas de la Calle Corrientes (1966)
- Miguel Caló y su Orquesta de las Estrellas (1967)
- Un destino ... y un nombre - últimos éxitos (1971)
- Cuando rondan los rtecuerdos (1974)
- Al compás del corazón (1974)
- Yo soy el tango (1991)
- Miguel Caló y su Orquesta de las Estrellas (1997)
- Miguel Caló - 40 grandes éxitos (1999)